# Нефёдов, Пётр Петрович (политический деятель)
Пётр Петрович Нефёдов (29 октября 1941, село Сорокино, Воронежская область — 15 февраля 2021) — государственный деятель Республики Казахстан, глава администрации (аким) Карагандинской области (1992—1997), заместитель министра энергетики Республики Казахстан (2000; 2001—2002).

## Биография
Родился 29 октября 1941 года в селе Сорокино (ныне Красногвардейского района Белгородской области России).
С 1963 года работал путевым проходчиком шахты. В 1968 году окончил Карагандинский политехнический институт по специальности «горный инженер».
С 1968 года — помощник начальника участка, затем заместитель начальника участка, начальник участка подготовительных работ, заместитель главного инженера по производству, главный инженер шахты имени Костенко ПО «Карагандауголь». В 1983—1992 годах — директор шахты им. 50-летия Октябрьской революции ПО «Карагандауголь».
С февраля 1992 года — глава администрации (с октября 1995 — аким) Карагандинской области.
В июле 1997 года ушёл в отставку и стал советником премьер-министра. 
С августа 1999 года по апрель 2000 года принимал участие в комплексной проверке хода и итогов приватизации в Карагадинская область, проводимой новым акимом области, совместно с прокуратурой и профильными надзорными органами. Для этого временно прекратил работу в органах государственной власти – во избежание конфликта интересов, а после скандала, связанного с генеральным прокурором РК Юрием Хитриным, покинул эту должность. К Нефедову как экс-главе региона были претензии, однако в ходе разбирательства они были сняты..
С апреля по декабрь 2000 года — заместитель министра энергетики, индустрии и торговли, с января по июль 2001 года — заместитель министра энергетики и минеральных ресурсов Республики Казахстан. Одновременно являлся председателем совета директоров ЗАО «Казатомпром» (июль 2000 — февраль 2001), совета директоров ОАО KEGOC (февраль 2001 — сентябрь 2002).
С 2002 года владел конезаводом товарищества с ограниченной ответственностью «Карат» (Караганда), входил в состав совета директоров ОАО «Усть-Каменогорский титано-магниевый комбинат» (июнь 2002 — май 2003).
В 1990 года баллотировался в Верховный Совет Казахской ССР 12-го созыва (не избран), в июле 1993 избран депутатом на довыборах.

### Научные звания
- Доктор технических наук
- Доцент по кафедре управления и экономики угольного производства Министерства науки, высшей школы и технической политики РФ
- Член-корреспондент Международной Инженерной Академии
- Почетный профессор Карагандинского Государственного Технического Университета[3]

## Семья
Был женат, имел двоих сыновей:
- Алексей, акционер группы компаний Arcada (ТД ЦУМ, гостиница «Космонавт» в Караганде, ТРЦ Asia Park в Астане и Алма-Ате и пр.)[4][5].
- Александр, бизнесмен.

## Награды
- Орден «Знак Почёта»[5]
- Знак «Шахтёрская слава» двух степеней
- Указом Президента Республики Казахстан от 3 декабря 2020 года Нефедов Петр Петрович был награждён  орденом «Курмет» (№ 6681)[3].